# Syddjurs község
Syddjurs község (dánul: Syddjurs Kommune) Dánia 98 községének (kommune, helyi önkormányzattal rendelkező közigazgatási egység) egyike. A Midtjylland régióban található. Syddjurs község Aarhus, Favrskov, Randers és Norddjurs községekkel határos. Lakosainak száma 41 889 fő (2016).